# SC Goldau
SC Goldau ist ein Fussballverein der Ortschaft Goldau. Der Verein wurde 1946 gegründet und spielt aktuell in der 2. Liga regional.

## Spielplätze
Der Sportplatz Tierpark in Goldau ist ein Naturrasenplatz und bietet insgesamt ca. 1.200 Personen Platz. Insgesamt gibt es zwei Spielfelder auf der Sportanlage. Zudem gibt es einen Kunststoffrasen bei der Pädagogischen Hochschule Schwyz, welche in Goldau stationiert ist.
Die beiden Spielplätze der Sportanlage Tierpark wurde durch das Unwetter vom August 2005 komplett zerstört. Am 22. August 2005 löste sich rund 100.000 – 200.000 Kubikmeter Hangmasse vom Rossberg. Das Geröll bahnte sich seinen Weg durch den Wald und erreichte zudem die Sportanlage Tierpark. Knapp ein Jahr später, am 19. August 2006, wurden die zwei neuen Naturrasenplätze eingeweiht.

## Bekannte Spieler, Trainer und Funktionäre
- Franz Marty (Ehrenpräsident, seit 2002 VR-Präsident der Raiffeisen Schweiz und seit 1998 Mitglied des Bankrates der Schweizerischen Nationalbank)